# 孫闓
孫 闓（そん かい、? - 259年）は、中国三国時代の呉の武将。曾祖父は孫静。祖父は孫暠。父は孫綽。叔父は孫超・孫恭。従兄は孫峻・孫憲。兄は孫綝。兄弟は孫拠・孫恩・孫幹。

## 生涯
太平2年（257年）、呉帝孫亮が親政するようになると、仮節・大将軍・永寧侯の孫綝は何度も問責を受けるようになったため、建業に帰還後も参内しないようにしていた。孫綝は朱雀橋の南に私邸を造営し、弟の威遠将軍の孫拠に蒼龍門内で宿営に当たらせ、さらに武衛将軍の孫恩・偏将軍の孫幹・長水校尉の孫闓を都の軍営に配置し、朝政を牛耳って保身を図ろうとした。
翌太平3年（258年）9月、孫綝が孫亮を廃して孫休を皇帝にすると、孫休は孫綝を丞相・荊州牧に任じ、5県の封邑を追加した。さらに孫闓は亭侯となった。孫拠は右将軍、孫恩は御史大夫・衛将軍に任じられ、共に県侯に封じられた。孫幹は雑号将軍となり、亭侯に封じられた。孫綝の一族から5人の侯が出るようになり、それぞれが近衛兵を率いたため、孫綝の権勢は主君を凌ぐものとなっていったという。
永安元年12月（259年1月）、孫休が丁奉・張布らと共に孫綝を誅殺すると、孫闓は、船で北方へ逃亡し魏に降ろうとしたが、追っ手に追いつかれて殺され、他の孫綝の一族も全員殺害された。